# Болезнь

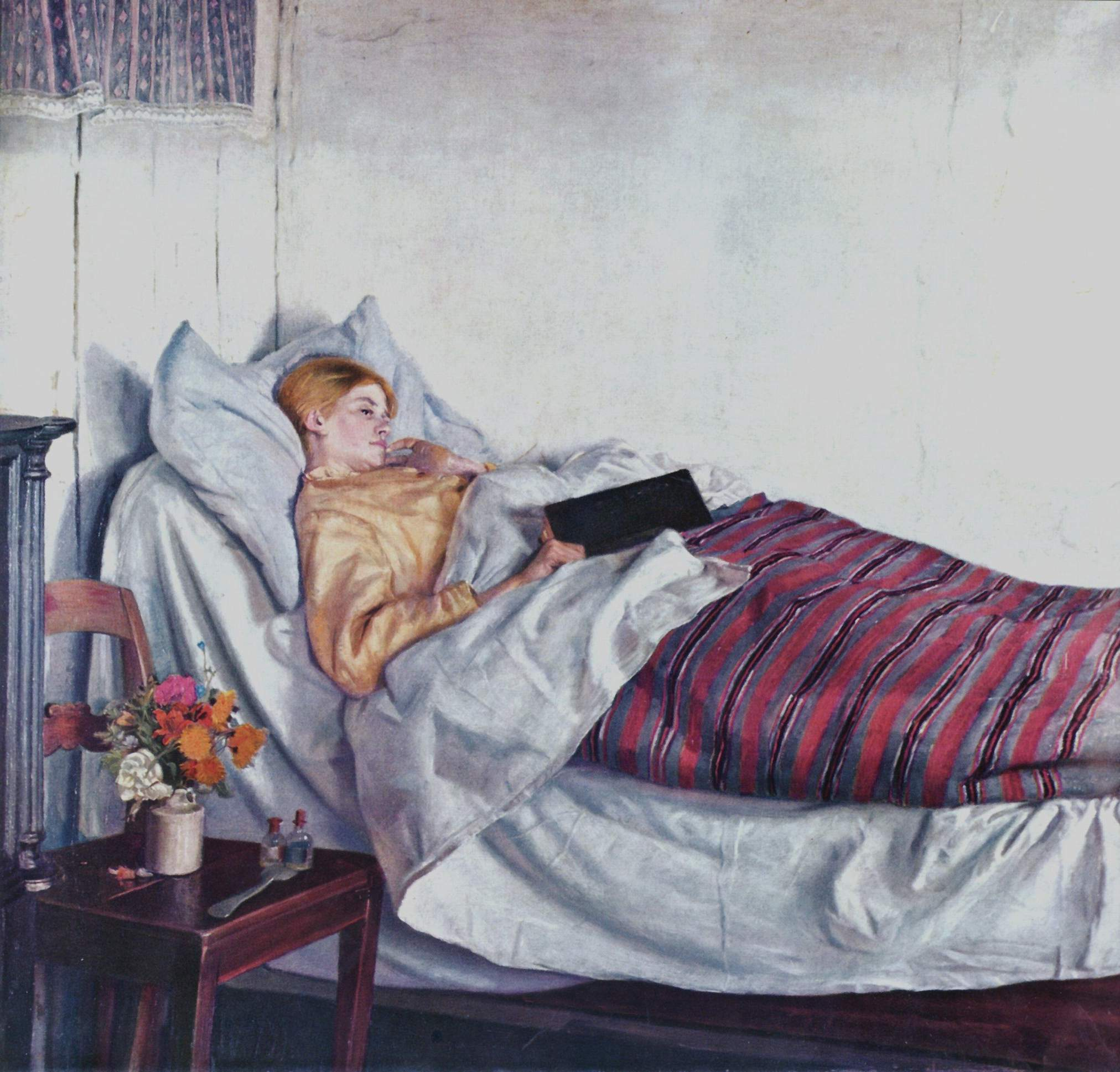
Больная девочка (Den syge pige)
Микаэль Анкер, 1882

Боле́знь (лат. morbus) — это состояние организма, выраженное в нарушении его нормальной жизнедеятельности, продолжительности жизни и его способности поддерживать свой гомеостаз. Является следствием ограниченных энергетических и функциональных возможностей живой системы в её противостоянии патогенным факторам.
Заболева́ние — это нарушения нормальной жизнедеятельности, возникающие в ответ на действие патогенных факторов, нарушения работоспособности, социально полезной деятельности, продолжительности жизни организма и его способности адаптироваться к постоянно изменяющимся условиям внешней и внутренней сред при одновременной активизации защитно-компенсаторно-приспособительных реакций и механизмов.
Антоним понятия — здоровье.

## Понятие «болезнь»
Развитие общих представлений о болезни менялось на протяжении истории медицины. Гиппократ причиной болезни считал неправильное смешение четырёх основных жидкостей организма: крови, слизи, жёлчи жёлтой и чёрной (венозная кровь), а также придавал большое значение местности проживания, образу жизни и питанию заболевшего. Примерно в то же время на основе атомистического учения Демокрита возникло представление, что болезнь развивается вследствие изменения формы атомов и их неправильного расположения. В конце старой и начале новой эры и особенно в Средние века появились идеалистические взгляды на учение о болезни, согласно которым душа, или особый вид жизненной силы («архей»), определяет борьбу организма с изменениями, вызванными болезнью. Материалистические взгляды на болезнь в Средние века развивал Ибн Сина (возникновение болезни под влиянием невидимых существ, «мужских и женских демонов»), развитие болезни в зависимости от строения тела (худых/толстяков; низкорослых/высокорослых). В этих взглядах некоторые видят предвосхищение идеи о микроорганизмах и о корреляции конституционных особенностей организма с течением болезни.  В XVII—XIX веках большой вклад в учение о болезни внесли Дж. Б. Морганьи (мысль о связи болезни с анатомическими изменениями в органах), М. Ф. К. Биша (описание патологоанатомической картины ряда болезней), Рудольф Вирхов (теория целлюлярной патологии), К. Бернар (болезнь — нарушение физиологического равновесия организма со средой) и др. С. П. Боткин, В. В. Пашутин, И. П. Павлов, А. А. Остроумов связывали болезнь с нарушением условий существования человека и развивали представление о болезни на основе идеи нервизма.
Несмотря на обилие работ по проблеме болезни, это понятие до сих пор не является точно детерминированным. Некоторые авторы отрицают качественные особенности болезни по сравнению со здоровьем. Так, А. А. Богомолец высказывал мысль, что болезнь не создаёт в организме ничего существенно нового. Другие включают в понятие болезнь лишь биологические закономерности. По П. Д. Горизонтову, болезнь представляет собой общую сложную реакцию, возникающую в результате нарушения взаимоотношений организма и среды. Болезнь сопровождается развитием патологических процессов, представляющих местные проявления общей реакции организма. В трудах Давыдовского отстаивается положение, согласно которому не существует принципиальных отличий между физиологией и патологией. Патологические процессы и болезнь, по его мнению, — это всего лишь особенности приспособительных процессов, сопряжённых с субъективным страданием. Согласно концепции Г. Селье об общем адаптационном синдроме, болезнь представляет собой напряжение («стресс»), возникающее в организме при воздействии на него чрезвычайного раздражителя.
Важным для болеющего человека является его собственное отношение к болезни. Это отношение может быть разным от «У меня тяжёлое заболевание — простуда, и я, скорее всего, умру» до «Я скоро поправлюсь, раковая опухоль — это не страшно». Такое отношение к болезни называется личностным смыслом объективного заболевания и может программировать человека как на выздоровление, так и на усугубление состояния.

### Факторы болезни
Причины болезней разнообразны, но все они могут быть сведены в группы:
- механические
- физические
- химические
- биологические
- психогенные

Любой из этих факторов вызывает состояние болезни, если он неадекватен (то есть чрезвычаен, непривычен) для организма. Неадекватность может быть количественной (количество раздражителя является чрезмерным для организма), качественной (на организм воздействует фактор, по отношению к качеству которого в организме не выработано защитно-приспособительных механизмов), временной (количественно и качественно адекватный раздражитель воздействует длительно или в такие промежутки времени и в таком ритме, которые непривычны для организма) и зависящей от индивидуальных свойств данного организма (то есть определяемой индивидуальной реактивностью данного организма в виде повышенной чувствительности).
В современном представлении болезнь характеризуется следующими основными чертами:
1. В развитии болезни ведущую роль играет внешняя среда, а для человека — прежде всего социальная (см. Социальные болезни). Изменения внутренних свойств организма, вызванные факторами среды и стойко закреплённые (в том числе и наследственными механизмами), в дальнейшем сами могут играть ведущую роль в возникновении болезни (см. Генетика медицинская).
2. Большое значение в развитии болезни, кроме этиологического фактора (то есть причины болезни) и внешних условий, имеют защитно-приспособительные механизмы организма. Развитие болезни в значительной степени зависит от совершенства этих механизмов, объёма и скорости их включения в патологический процесс. У человека на развитие и течение болезни большое влияние оказывает психогенный фактор.
3. Болезнь — страдание целостного организма. Не существует совершенно изолированных болезнью органов и тканей, то есть местных болезней. При всякой болезни в большей или меньшей степени вовлекается весь организм, что не исключает наличия основного поражения в том или ином органе или части организма.

Различают следующие периоды болезни:
1. Скрытый, или латентный (для инфекционных болезней — инкубационный), — период между началом воздействия болезнетворного агента и появлением первых симптомов болезни. Он может длиться от нескольких секунд (например, при отравлении сильными ядами) до десятков лет (например, при проказе).
2. Продромальный период — период появления первых признаков болезни, которые могут носить неопределённый неспецифический характер (повышение температуры, разбитость, общее недомогание) или в ряде случаев быть типичными для данного заболевания (например, пятна Филатова — Коплика при кори).
3. Период полного развития болезни, длительность которого колеблется от нескольких суток до десятков лет (туберкулёз, сифилис, проказа).
4. Период завершения болезни (выздоровление, реконвалесценция) может протекать быстро, критически (см. Кризис) или постепенно, литически (см. Лизис). В зависимости от длительности течения и быстроты нарастания и исчезновения проявлений болезни различают острые и хронические. Присоединение к основным проявлениям болезни дополнительных изменений, не связанных с непосредственной причиной болезни, но развивающихся в результате её течения, называется осложнением. Оно может возникать в разгаре болезни и по миновании основных её проявлений. Осложнения отягчают болезнь, а иногда становятся причиной неблагоприятного исхода. Исходом болезни могут быть: полное выздоровление, выздоровление с остаточными явлениями, стойкое изменение органов, иногда возникновение новых форм заболевания в виде отдалённых последствий и смерть. Смерть как завершение болезни может наступить внезапно, после краткой агонии или постепенно, через более или менее длительное агональное состояние.

В случаях недостаточной реактивности организма, заболевание может перейти в хроническую форму.

## Классификация болезней
Классификация болезней человека проводится по характеру течения:
- острые;
- хронические;

по уровню, на котором в организме выявляются специфические патологические изменения при болезни:
- молекулярные;
- хромосомные;
- клеточные;
- тканевые;
- органные;
- заболевания всего организма;

по этиологическому фактору:
- вызванные механическими;
- физическими;
- химическими;
- биологическими;
- психогенными факторами;

по способу их лечения:
- терапевтические;
- хирургические и др.

Наиболее принятым является нозологический принцип, то есть такая классификация болезней, в основу которой положена группировка болезней по родственным признакам (см. Нозология). Однако ни одна из существующих классификаций болезней не является полностью удовлетворительной. Так, при классификации по нозологическому принципу пневмонию, например, можно отнести к заболеваниям органов дыхания, к инфекционным болезням и к аллергическим состояниям.
Но вместе с тем, существует[где?] общепринятая классификация болезней:
- Внутренние болезни (терапия) — область медицины, занимающаяся проблемами этиологии, патогенеза и клинических проявлений заболеваний внутренних органов, их диагностики, лечения (кроме хирургического и радиационного), профилактики[3] и реабилитации. К сфере терапии относятся заболевания дыхательной системы (пульмонология), сердечно-сосудистой системы (кардиология), желудочно-кишечного тракта (гастроэнтерология), мочевыделительной системы (нефрология), соединительной ткани (ревматология) и другие. Врачи, занимающиеся нехирургическим лечением внутренних болезней, называются терапевтами (интернистами);
- хирургические болезни (хирургия) — это заболевания, главным методом лечения которых является операция;
- злокачественные заболевания (онкология) — это заболевания, в основе которых лежит неконтролируемый процесс размножения одного из видов клеток;
- наследственные болезни — заболевания, возникновение и развитие которых связано с дефектами в программном аппарате клеток, передаваемыми по наследству через гаметы. Термин употребляется в отношении полиэтиологических заболеваний, в отличие от более узкой группы — генные болезни. Наследственные заболевания обусловлены нарушениями в процессах хранения, передачи и реализации генетической информации. От наследственных заболеваний следует отличать врождённые заболевания, которые обусловлены внутриутробными повреждениями, вызванными, например, инфекцией (сифилис или токсоплазмоз) или воздействием иных повреждающих факторов на плод во время беременности. Наследственные болезни и врождённые заболевания представляют собой два частично перекрывающихся множества;
- болезни органов, участвующих в вынашивании беременности и родах (гинекология);
- кожные болезни — это болезни, ключевым клиническим проявлением которых является поражение кожи;
- глазные болезни — органические и функциональные поражения зрительного анализатора человека, ограничивающие его способность видеть, а также поражения придаточного аппарата глаза. Заболевания зрительного анализатора обширны и их принято группировать в несколько разделов;
- инфекционные болезни — это группа заболеваний, вызываемых проникновением в организм патогенных (болезнетворных) микроорганизмов. Для того чтобы патогенный микроб вызвал инфекционное заболевание, он должен обладать вирулентностью (ядовитостью; лат. virus — яд), то есть способностью преодолевать сопротивляемость организма и проявлять токсическое действие. Одни патогенные агенты вызывают отравление организма выделяемыми ими в процессе жизнедеятельности экзотоксинами (столбняк, дифтерия), другие — освобождают токсины (эндотоксины) при разрушении своих тел (холера, брюшной тиф). Одной из особенностей инфекционных заболеваний является наличие инкубационного периода, то есть периода от времени заражения до появления первых признаков. Длительность этого периода зависит от способа заражения и вида возбудителя и может длиться от нескольких часов до нескольких лет (последнее бывает редко). Место проникновения микроорганизмов в организм называют входными воротами инфекции. Для каждого вида заболевания имеются свои входные ворота, так, например, холерный вибрион проникает в организм через рот и не способен проникать через кожу.
- венерические болезни — это болезни, которые передаются главным образом половым путём;
- болезни центральной и периферической нервной системы (неврология);
- болезни, ключевым клиническим феноменом которых является нарушение объективного восприятия действительности (психиатрия);
- болезни уха, носа и горла (оториноларингология);
- детские заболевания (педиатрия) — изучение особенностей протекания заболеваний в детском возрасте.
- болезни неправильного питания (диетология) (от недостатка, от избытка);
- интеркуррентные болезни — заболевания, возникающие на фоне уже имеющейся болезни, по происхождению не связанные с ней и отягощающие её течение. (например, грипп у больного с острым инфарктом миокарда).

## Профилактика
Комплекс различного рода мероприятий, направленных на предупреждение какого-либо явления и/или устранение факторов риска. Профилактические мероприятия — важнейшая составляющая системы здравоохранения, направленная на формирование у населения медико-социальной активности и мотивации на здоровый образ жизни. Выделяют общественную, включающую систему мероприятий по охране здоровья коллективов и индивидуальную профилактику, предусматривающую соблюдение правил личной гигиены в быту и на производстве. Индивидуальная — включает меры по предупреждению болезней, сохранению и укреплению здоровья, которые осуществляет сам человек, и практически сводится к соблюдению норм здорового образа жизни, к личной гигиене, гигиене брачных и семейных отношений гигиене одежды, обуви, рациональному питанию и питьевому режиму, гигиеническому воспитанию подрастающего поколения, рациональному режиму труда и отдыха, активному занятию физической культурой и др. Общественная — включает систему социальных, экономических, законодательных, воспитательных, санитарно-технических, санитарно-гигиенических, противоэпидемических и медицинских мероприятий, планомерно проводимых государственными институтами и общественными организациями с целью обеспечения всестороннего развития физических и духовных сил граждан, устранения факторов, вредно действующих на здоровье населения. Меры общественной профилактики направлены на обеспечение высокого уровня общественного здоровья, искоренение причин порождающих болезни, создание оптимальных условий коллективной жизни, включая условия труда, отдыха, материальное обеспечение, жилищно-бытовые условия, расширение ассортимента продуктов питания и товаров народного потребления, а также развитие здравоохранения, образования и культуры, физической культуры. Эффективность мер общественной профилактики во многом зависит от сознательного отношения граждан к охране своего здоровья и здоровья других, от активного участия населения в осуществлении профилактических мероприятий, от того, насколько полно каждый гражданин использует предоставляемые ему обществом возможности для укрепления и сохранения здоровья. Практическое осуществление общественной профилактики требует законодательных мер, постоянных и значительных материальных затрат, а также совместных действий всех звеньев государственного аппарата, медицинских учреждений, предприятий промышленности, строительства, транспорта, агропромышленного комплекса и так далее.

## Терапия
Лечение, оздоровление — процесс, целью которого является облегчение, снятие или устранение симптомов и проявлений того или иного заболевания, патологического состояния или иного нарушения жизнедеятельности, нормализация нарушенных процессов жизнедеятельности и выздоровление, восстановление здоровья.
- Этиотропная терапия направлена на устранение причины заболевания (например, антибактериальная терапия при инфекционных болезнях).

- Патогенетическая терапия направлена на механизмы развития заболевания. Она применяется при невозможности этиотропной терапии (например, заместительная терапия инсулином при сахарном диабете в связи с недостаточной продукцией этого гормона поджелудочной железой и невозможностью, на современном уровне развития медицины, восстановить эту функцию).

- Симптоматическая (паллиативная) терапия применяется для устранения отдельных симптомов заболевания (например, применение анальгетиков при боли, жаропонижающих препаратов при «высокой температуре» и др.) Она может применяться в дополнение к этиотропной и патогенетической терапии.
Симптоматическая терапия при невозможности радикального излечения (например, терминальная стадия онкологического заболевания и др.) осуществляется в рамках спектра лечебно-социальных мероприятий, называемого паллиативной помощью.

## Эпидемиология
Эпидемиология (др.-греч. ἐπιδημία — имеющая всенародное распространение; λόγος — учение) — общемедицинская наука, изучающая закономерности возникновения и распространения заболеваний различной этиологии с целью разработки профилактических мероприятий (преморбидная, первичная, вторичная и третичная профилактика). Предметом изучения эпидемиологии является заболеваемость — совокупность случаев болезни на определённой территории в определённое время среди определённой группы населения.
За весь период развития после бактериологических открытий эпидемиология сформировалась как наука, изучающая закономерности эпидемического процесса в интересах его профилактики и ликвидации. По мере расширения границ профилактики за пределы инфекционной патологии возникла потребность в популяционном подходе при изучении не только инфекционных, но и неинфекционных заболеваний. Наиболее представительным эпидемиологическим исследованием, которое оценивает эпидемиологию как инфекционных, так и неинфекционных заболеваний, является проводимое под эгидой Всемирной организации здравоохранения исследование Global Burden of Disease. В настоящее время завершается его очередной этап, позволяющий оценить встречаемость, распространённость и летальность основных групп заболеваний во всем мире и отдельных регионах за период 1980—2010 гг.
Цель эпидемиологии заключается в выявлении закономерностей возникновения, распространения и прекращения болезней человека и разработке мер профилактики и борьбы с ними (Покровский В. И., Болотовский В. М., Зарицкий А. М. и др., 1993).
Задачи эпидемиологии сводятся к (Покровский В. И., Болотовский В. М., Зарицкий А. М. и др., 1993):
- определению медицинской и социально-экономической значимости болезни, её места в структуре патологии населения;
- изучению закономерностей распространения болезни во времени (по годам, месяцам и т. п.), по территории и среди различных групп населения (возрастных, половых, профессиональных и т. д.);
- выявлению причин и условий, определяющих наблюдаемый характер распространения болезни;
- разработке рекомендаций по оптимизации профилактики;
- разработке прогноза распространения изучаемой болезни.

## Всемирный день больного
Международный день, призванный привлечь внимание людей к проблемам, с которыми сталкиваются больные люди по всей планете. Этот день представляет собой своеобразное социальное мероприятие, которое проводится по всему миру ежегодно, 11 февраля. «Всемирный день больного» стал отмечаться в 1993 году. Он был учреждён по инициативе Папы Римского Иоанна Павла II 13 мая 1992 года. В своём послании католикам он охарактеризовал цель этого Всемирного дня: «… дать почувствовать сотрудникам многочисленных медицинских католических организаций, верующим, всему гражданскому обществу необходимость обеспечения лучшего ухода за больными и немощными, облегчения их страданий». Иоанн знал обо всём этом не понаслышке, в 1991 году врачи поставили ему диагноз — Болезнь Паркинсона.